# Armand Kasumbu Mbaya
Armand Kasumbu Mbaya, né le 31 août 1964 à Bukavu dans la province de Sud-Kivu, est une personnalité politique congolaise (RDC). Il est le premier gouverneur de la province de Bas-Uele du 26 mars 2016 à 2019, depuis la nouvelle configuration des 26 provinces en République démocratique du Congo.

## Biographie
Il est ministre provincial du Plan jusqu'à sa démission en 2015.
Il devient gouverneur de la province de Bas-Uele le 26 mars 2016. Son limogeage est demandé par les collectifs de la société civile en juin 2017.